# 九州雉尾蘚
九州雉尾蘚（学名：Cyathophorella kyusyuensis）为孔雀蘚科雉尾蘚屬下的一个种。